# Ourde
Ourde település Franciaországban, Hautes-Pyrénées megyében. Lakosainak száma 48 fő (2022. január 1.). Ourde Bramevaque, Esbareich, Ferrère, Mauléon-Barousse és Sacoué községekkel határos.

## Népesség
A település népességének változása:
| Lakosok száma | 33   | 34   | 40   | 42   | 44   | 45   | 47   | 48   |
|               | 2013 | 2015 | 2017 | 2018 | 2019 | 2020 | 2021 | 2022 |